# Шепетов, Иван Михайлович
Иван Михайлович Шепетов (1902—1943) — советский военачальник, Герой Советского Союза (1941), участник Гражданской и Великой Отечественной войн. Генерал-майор (12.10.1941). В мае 1942 года во время Харьковской катастрофы попал в немецкий плен, в 1943 году расстрелян в концлагере.

## Биография
Иван Шепетов родился 11 июля 1902 года в селе Каменское (ныне — город Каменское Украины) в семье рабочего. Украинец. После окончания семиклассной школы работал на заводе токарем.
20 мая 1918 года добровольно вступил в Днепровский рабочий партизанский отряд в Рабоче-Крестьянскую Красную Армию. Активно участвовал в Гражданской войне. В составе отряда воевал против войск генерала П. Н. Краснова, австро-германских оккупантов под Екатеринославом и при подавлении мятежа Н. А. Григорьева. В январе 1919 года на базе отряда был создан отдельный кавалерийский полк, куда Ивана Шепетова зачислили красноармейцем. В его составе воевал на Южном фронте против армий генерала А. И. Деникина. В сентябре 1920 года зачислен на учёбу в Полтавскую пехотную школу. Впрочем, и во время учёбы неоднократно в составе сводных отрядов курсантов направлялся на ликвидацию процветавшего в то время бандитизма, а также воевал против отрядов Н. И. Махно. 

### Межвоенное время
В сентябре 1921 года И. Шепетов был переведён в 5-ю Украинскую кавалерийскую школу имени С. М. Будённого  (Елисаветград). В её составе тоже воевал против бандитов в Одесской губернии. Окончил школу в 1924 году и был направлен на Туркестанский фронт воевать против басмачей. Сначала служил командиром взвода 3-го кавалерийского полка 1-й отдельной Туркестанской кавалерийской бригады, затем — командир взвода 81-го кавалерийского полка 7-й отдельной Туркестанской кавалерийской бригады, с декабря 1924 — командир эскадрона 80-го Гиссарского кавалерийского полка в этой бригаде. В боях с басмачами был ранен. В ноябре 1926 года направлен учиться далее.
В 1927 году И. Шепетов окончил Московские военно-политические курсы. С  июля 1927 по май 1931 года служил в 16-м и в 14-м кавалерийских полках 3-й кавалерийской дивизии Украинского военного округа: политрук полковой школы, политрук эскадрона, командир пулемётного эскадрона. 
В 1934 году он окончил Военную академию РККАМ имени М. В. Фрунзе. С мая 1934 года занимал должность начальника оперативного отделения — помощника начальника штаба  Таджикского горнокавалерийского полка 7-й кавалерийской дивизии Среднеазиатского военного округа, расквартированной в Таджикской ССР. С августа 1935 года он был начальником штаба 80-го горнокавалерийского полка, с ноября 1935 — начальником штаба и исполняющим должность командира 120-го кавалерийского полка 30-й кавалерийской дивизии Ленинградского военного округа. С мая 1937 года был помощником начальника учебного отдела по кавалерии и помощником начальника  по учебной работе Пензенского кавалерийского училища. В октябре 1937 года стал исполнять должность начальника этого училища, которое уже через месяц, в ноябре, было преобразовано в Пензенское артиллерийское училище, а И. М. Шепетов стал его начальником. С марта 1938 года — начальник учебного отдела Тамбовского кавалерийского училища имени Первой Конной армии. С мая 1940 года Шепетов занимал должность начальника пехоты — заместителя командира 115-й стрелковой дивизии (в октябре передана в состав Прибалтийского Особого военного округа). С ноября 1940 года он командовал 2-й моторизованной бригадой, а с марта 1941 года — 96-й Винницкой горнострелковой дивизией имени Я. Фабрициуса в 12-й армии Киевского Особого военного округа. 28 ноября 1940 года ему было присвоено воинское звание полковника.

### Великая Отечественная война
Великую Отечественную войну полковник Шепетов во главе 96-й горнострелковой дивизии встретил в городе Черновцы. В составе 18-й армии Южного фронта его дивизия принимала участие в приграничных сражениях в Молдавии. В конце июля — начале августа 1941 года дивизия попала в окружение, но внезапным ударом с тыла овладела станцией Грейгово, пробив тем самым кольцо окружения, и сумела не только сама вырваться из него, но и обеспечила выход других частей 18-й армии. Постановлением СНК СССР от 12 октября 1941 года полковнику Шепетову было присвоено воинское звание генерал-майора. 
Указом Президиума Верховного Совета СССР 9 ноября 1941 года ему было присвоено звание Героя Советского Союза, а дивизия была преобразована в 14-ю гвардейскую стрелковую.
В наградном листе указано:

 Тов. ШЕПЕТОВ энергичный, грамотный, культурный командир. В боях против фашистской Германии т. ШЕПЕТОВ не командовал войсками из щелей. Сам постоянно находился на поле боя… показал образцы умения организовать бой.

Руководил действиями дивизии в Тираспольско-Мелитопольской и Донбасско-Ростовской оборонительных операциях, в Ростовской и Барвенково-Лозовской наступательных операциях. В разное время дивизия передавалась в состав 9-й и 37-й армий.
В мае 1942 года во время Харьковской операции дивизия Шепетова вновь попала в окружение. В районе южнее города Изюм она попыталась прорваться из него на восток, но Шепетов в бою получил ранение и 25 мая захвачен в плен. Первоначально он содержался в немецком госпитале в крепости Летцен, затем с июля 1942 года — в концентрационном лагере Хаммельбург. За антинацистскую агитацию в декабре 1942 года Шепетова перевели в Нюрнбергскую тюрьму, а впоследствии в лагерь Флоссенбюрг. В мае 1943 года попытался бежать из лагеря, но неудачно. 21 мая 1943 года расстрелян за попытку побега.

## Награды
- Герой Советского Союза (09.11.1941)
- Орден Ленина (09.11.1941)
- Орден Красного Знамени (11.11.1941)
- Юбилейная медаль «XX лет Рабоче-Крестьянской Красной Армии» (22.02.1938)

Медаль «Золотая Звезда» Героя Советского Союза и орден Ленина погибшего в плену генерала И. М. Шепетова были переданы абвером перебежчику Петру Таврину-Шило для обеспечения прикрытия при выполнении диверсионных заданий в советском тылу, и изъяты у последнего при его аресте.

## Память
- Бюст установлен на Мемориале погибшим на фронте работникам Днепровского металлургического комбината в Днепродзержинске.
- Мемориальные доски установлены в Днепре, Кропивницком, Черновцах и на территории музея в бывшем концлагере Флоссенбюрг.
- Именем И. М. Шепетова названы улицы городов Днепродзержинск и Николаев, а так же улица в с. Грейгово.
- Почётный гражданин города Днепродзержинска[8].